# Prix Yellow-Kid
Les prix Yellow-Kid (italien : Premio Yellow Kid) sont des prix de bande dessinée remis en Italie de 1970 à 1992 au Salon international des bandes dessinées à Lucques, puis de 1994 à 2005 à la Cartoon Convention de Rome. Il s'agit d'une des premières distinctions liées à la bande dessinée au monde.
Leur nom fait référence au Yellow Kid, personnage créé par l'Américain Richard Felton Outcault à la fin du XIXe siècle. De 1966 à 1969, différents prix avaient déjà été remis au festival de Lucques, nommés « plaque d'argent » (italien : Targa d'Argento) en 1966, « Tour Guinigi d'or » (italien : Torre Guinigi d'oro) en 1967 et « Grand Guinigi » en 1969 (italien : Gran Guinigi).
Le jury du festival remet également des prix Yellow-Kid spéciaux à sa convenance, la plaque UNICEF récompensant des œuvres ou institutions humanistes (1976-), renommée « plaque Hector Œsterheld » en 1986 ; et le prix Caran-d'Ache récompensant des illustrateurs (1978-). L'organisation du remet également à un invité du festival un Yellow-Kid « une vie consacrée au cartoon » (1972-) et un Caran-d'Ache « une vie consacrée à l'illustration » (1982-).
Les journalistes accrédités présents sur le festival ont également remis des prix dès 1969, en particulier le « prix Fantoche » récompensant un ouvrage critique sur l'animation (1973-1982) ; le « prix Référendum de la critique » récompensant une œuvre d'animation (1973), dont le nom évolua régulièrement à partir de 1982 ; et des prix catégories récompensant diverses œuvres audiovisuelles ou cinématographiques, reprenant le nom de prix Fantoche (1984-).
Des prix sont également remis par vote du public (1974-) et par un jury voué à un travail universitaire (prix Romano Calisi, 1984-).

## Historique
En 1966, lors de la seconde édition du festival, le mensuel Linus remet trois « plaques d'argent » (italien : targhe d'argento) à Orietta Garzanti, pour I primi eroi (éditeur italien), Giff-Wiff (publication étrangère) et Piero Canotto (critique italien).
L'année suivante, le festival organise la remise de prix par un jury international. Ces prix, nommés « Tour Guinigi d'or » (italien : torre Guinigi d'oro) en hommage au monument le plus célèbre de Lucques, sont réservés aux participants du salon et de l'exposition I comics oggi (Les bandes dessinées aujourd'hui). Cette même année, la direction du selon remet également six prix à Giovanni Luigi Bonelli, Cesare Zavattini, Rino Albertarelli, Benito Jacovitti, Mario Gentilini et aux éditions Alpe (it), initiative qui n'est pas renouvelée les années suivantes.
Lors du festival suivante, en novembre 1968, la remise des prix est annulée à la suite de protestations des auteurs, dans le contexte de mai 1968. Ils reprennent néanmoins en 1969, cette-fois sous le nom de « Grand Guinigi » (italien : gran Guinigi). Un prix d'encouragement et prix de la critique sont également introduits.
À partir de 1970, les prix sont renommés d'après le Yellow Kid, un personnage créé par l'Américain Richard Outcault à la fin du XIXe siècle, alors considéré comme le premier héros de bande dessinée. Une statuette représentant ce petit garçon vêtu d'une chemise de nuit jaune est remise aux lauréats des prix.

## Prix remis par le jury
Sauf précisions, ces prix sont nommés « Prix Yellow-Kid de/du... ».

### Auteurs de bande dessinée et dessinateurs italiens
| Année | Lauréat                              | Prix                                                  |
| ----- | ------------------------------------ | ----------------------------------------------------- |
| 1967  | Copi                                 | Tour Guinigi d'or du dessinateur                      |
| 1967  | Guido Crepax                         | Tour Guinigi d'or de l'originalité de la mise en page |
| 1969  | Pier Carpi                           | Grand Guinigi du scénariste italien                   |
| 1969  | Michele Gazzarri                     | Grand Guinigi du scénariste italien                   |
| 1969  | Hugo Pratt                           | Grand Guinigi du dessinateur italien                  |
| 1970  | Dino Battaglia                       | Auteur italien                                        |
| 1970  | Alfredo Castelli                     | Scénariste italien                                    |
| 1971  | Gianni De Luca                       | Dessinateur italien                                   |
| 1971  | Mino Milani (it)                     | Scénariste italien                                    |
| 1972  | Guido Crepax                         | Auteur italien                                        |
| 1972  | Grazia Nidasio                       | Dessinateur italien                                   |
| 1973  | Guido Buzzelli                       | Auteur italien                                        |
| 1973  | Lino Landolfi                        | Dessinateur italien                                   |
| 1974  | Bonvi                                | Auteur italien                                        |
| 1974  | Emanuele Pirella (it)                | Scénariste italien                                    |
| 1974  | Tullio Pericoli (it)                 | Dessinateur italien                                   |
| 1975  | Massimo Mattioli                     | Auteur italien                                        |
| 1975  | Sergio Toppi                         | Dessinateur italien                                   |
| 1976  | Altan                                | Auteur italien                                        |
| 1976  | Beppe Madaudo                        | Dessinateur italien                                   |
| 1978  | Cinzia Ghigliano                     | Auteur italien                                        |
| 1978  | Milo Manara                          | Dessinateur italien                                   |
| 1980  | Daniele Panebarco (it)               | Auteur italien                                        |
| 1980  | Attilio Micheluzzi                   | Dessinateur italien                                   |
| 1980  | Cristina Lastrego et Francesco Testa | Caran-d'Ache des illustrateurs italiens               |
| 1982  | Vittorio Giardino                    | Auteur italien                                        |
| 1982  | Paolo Eleuteri Serpieri              | Dessinateur italien                                   |
| 1982  | Giovanni Mulazzani                   | Caran-d'Ache de l'illustrateur italien                |
| 1984  | Sergio Staino                        | Auteur italien                                        |
| 1984  | Anna Brandoli                        | Dessinateur italien                                   |
| 1984  | Alarico Gattia (it)                  | Caran-d'Ache de l'illustrateur italien                |
| 1986  | Roberto Dal Prà                      | Auteur italien                                        |
| 1986  | Franco Saudelli                      | Dessinateur italien                                   |
| 1986  | Fabrizio del Tessa                   | Caran-d'Ache de l'illustrateur italien                |
| 1990  | Tiziano Sclavi                       | Auteur italien                                        |
| 1990  | Massimo Rotundo                      | Dessinateur italien                                   |
| 1990  | Flavio Costantini                    | Caran-d'Ache de l'illustrateur italien                |
| 1992  | Giorgio Cavazzano                    | Auteur italien                                        |
| 1992  | Giancarlo Alessandrini               | Dessinateur italien                                   |
| 1992  | Riccardo Mannelli (it)               | Caran-d'Ache de l'illustrateur italien                |

### Auteurs de bande dessinée et dessinateurs étrangers
| Année | Lauréat              | Pays                             | Prix                                          |
| ----- | -------------------- | -------------------------------- | --------------------------------------------- |
| 1967  | Jules Feiffer        |                                  | Scénariste / script (Tour Guinigi d'or)       |
| 1969  | Robert Gigi          |                                  | Dessinateur étranger (Grand Guinigi)          |
| 1969  | Reg Smythe           |                                  | Auteur étranger (Grand Guinigi)               |
| 1969  | Robert Crumb         |                                  | Avis de mérite (Segnalazione di merito)       |
| 1969  | Enric Sió            |                                  | Avis de mérite (Segnalazione di merito)       |
| 1970  | Johnny Hart          |                                  | Scénariste étranger                           |
| 1971  | Lee Falk             |                                  | Auteur étranger                               |
| 1971  | Enric Sió            |                                  | Dessinateur étranger                          |
| 1972  | Nikita Mandryka      |                                  | Auteur étranger                               |
| 1972  | Brant Parker         |                                  | Dessinateur étranger                          |
| 1973  | Fred                 |                                  | Auteur étranger                               |
| 1973  | Eduardo T. Coelho    |                                  | Dessinateur étranger                          |
| 1973  | Alberto Breccia      |                                  | Yellow-Kid à disposition du jury              |
| 1974  | Vaughn Bodé          |                                  | Auteur étranger                               |
| 1974  | Antonio H. Palacios  |                                  | Dessinateur ou scénariste étranger            |
| 1974  | Roy Crane            |                                  | Yellow-Kid à disposition du jury              |
| 1975  | Dan O'Neill          |                                  | Auteur étranger                               |
| 1975  | Gir                  |                                  | Dessinateur étranger                          |
| 1975  | Frank Hampson        |                                  | Yellow-Kid à disposition du jury              |
| 1976  | Jeff Jones           |                                  | Auteur étranger                               |
| 1976  | Enki Bilal           |                                  | Dessinateur étranger                          |
| 1976  | Rius                 |                                  | Plaque UNICEF de la bande dessinée            |
| 1978  | Harry North          |                                  | Auteur étranger                               |
| 1978  | Carlos Trillo        |                                  | Dessinateur étranger                          |
| 1978  | Bobby London         |                                  | Yellow-Kid à disposition du jury              |
| 1978  | Karel Thole (en)     |                                  | Caran-d'Ache de l'illustration                |
| 1978  | Oski                 |                                  | Plaque UNICEF de la bande dessinée            |
| 1980  | Mœbius               |                                  | Auteur étranger                               |
| 1980  | Comès                |                                  | Dessinateur étranger                          |
| 1980  | Ferenc Pinter (en)   | [ 28 ]                           | Caran-d'Ache pour un maître de l'illustration |
| 1980  | Hector Oesterheld    |                                  | Plaque UNICEF de la bande dessinée            |
| 1982  | Art Spiegelman       |                                  | Auteur étranger                               |
| 1982  | José Muñoz           |                                  | Dessinateur étranger                          |
| 1982  | Howard Chaykin       |                                  | Caran-d'Ache de l'illustrateur étranger       |
| 1984  | Jaime Hernandez      | Auteur étranger                  |                                               |
| 1984  | Gilbert Hernandez    | Auteur étranger                  |                                               |
| 1984  | Mario Hernandez (en) | Auteur étranger                  |                                               |
| 1984  | François Bourgeon    |                                  | Dessinateur étranger                          |
| 1984  | Guillermo Mordillo   |                                  | Yellow-Kid à disposition du jury              |
| 1984  | Manuel Sanjuliàn     |                                  | Caran-d'Ache de l'illustrateur étranger       |
| 1986  | Horacio Altuna       | Auteur étranger                  |                                               |
| 1986  | Serge Le Tendre      |                                  | Dessinateur étranger                          |
| 1986  | Bill Sienkiewicz     |                                  | Yellow-Kid à disposition du jury              |
| 1986  | Oscar Chichoni (es)  |                                  | Caran d'Ache de l'illustrateur étranger       |
| 1986  | Lorenzo Mattotti     |                                  | Plaque spéciale à disposition du jury         |
| 1986  | Paul Gillon          |                                  | Plaque spéciale à disposition du jury         |
| 1990  | Kent Williams        |                                  | Auteur étranger                               |
| 1990  | Matthias Schulteiss  |                                  | Dessinateur étranger                          |
| 1990  | Juan Giménez         |                                  | Dessinateur étranger                          |
| 1990  | John Bolton          |                                  | Caran-d'Ache de l'illustrateur étranger       |
| 1992  | François Boucq       |                                  | Auteur étranger                               |
| 1992  | John Byrne           |                                  | Dessinateur étranger                          |
| 1992  | Frank Thomas         | Yellow-Kid à disposition du jury |                                               |
| 1992  | Ollie Johnston       | Yellow-Kid à disposition du jury |                                               |
| 1992  | Dave McKean          |                                  | Caran-d'Ache de l'illustrateur étranger       |
| 1992  | David Caméo          |                                  | Plaque Œsterheld                              |

### Éditeurs, revues, organisations
| Année | Lauréat                                                | Pays                                             | Raison de la récompense                                                          | Prix                                 |
| ----- | ------------------------------------------------------ | ------------------------------------------------ | -------------------------------------------------------------------------------- | ------------------------------------ |
| 1967  | Mondadori                                              |                                                  | Ses publications, en particulier la collection « Le grandi storie »              | Éditeur (Tour Guinigi d'or)          |
| 1967  | Corriere dei Piccoli                                   |                                                  | Contribution au développement de la bande dessinée italienne (Tour Guinigi d'or) |                                      |
| 1967  | Milano Libri                                           | Pour avoir soulevé l'intérêt d'un public nouveau | Initiative éditoriale d'avant-garde (Tour Guinigi d'or)                          |                                      |
| 1969  | Orietta Garzanti                                       | Son édition de Little Nemo                       | Éditeur italien (Grand Guinigi)                                                  |                                      |
| 1969  | Robert Cottereau                                       |                                                  | L'ensemble de ses activités                                                      | Éditeur étranger (Grand Guinigi)     |
| 1969  | Claudio Bertieri (it)                                  |                                                  | AZ Comics (EK)                                                                   | Prix de la critique                  |
| 1970  | Mondadori                                              |                                                  | Oscar Cartoons                                                                   | Éditeur italien (périodique)         |
| 1970  | Bompiani                                               | Mafalda                                          | Éditeur italien (livre)                                                          |                                      |
| 1970  | Georges Rieu                                           |                                                  | Pif Gadget                                                                       | Éditeur étranger                     |
| 1970  | André Leborgne                                         |                                                  | Ran Tan Plan                                                                     | Avis de mérite                       |
| 1970  | Sansoni                                                |                                                  | Enciclopedia dei fumetti                                                         | Avis de mérite                       |
| 1970  | Club Anni Trenta                                       | Ses rééditions chronologiques                    |                                                                                  | Avis de mérite                       |
| 1971  | Laterza                                                | I fumetti di Mao                                 | Éditeur italien (livre)                                                          |                                      |
| 1971  | Sansoni                                                | Horror                                           | Éditeur italien (périodique)                                                     |                                      |
| 1971  | Abril                                                  |                                                  |                                                                                  | Éditeur étranger                     |
| 1971  | Joël la Roche                                          |                                                  | Corto Maltese (édition)                                                          | Avis de mérite                       |
| 1972  | Mondadori                                              |                                                  |                                                                                  | Éditeur italien (livre)              |
| 1972  | Éditions du Lombard                                    |                                                  | Tintin                                                                           | Éditeur étranger                     |
| 1972  | Walter Herdeg                                          |                                                  | Comics (direction)                                                               | Prix de la critique                  |
| 1972  | David Pascal                                           |                                                  | Comics (direction)                                                               | Prix de la critique                  |
| 1973  | Dardo (it)                                             |                                                  | Son édition du Nick Carter de Bonvi                                              | Éditeur italien                      |
| 1973  | Springer                                               |                                                  | Zack (de)                                                                        | Éditeur étranger                     |
| 1974  | Daim Press                                             |                                                  | Sa collection « I Protagonisti »                                                 | Éditeur italien                      |
| 1974  | Pala                                                   |                                                  | L'ensemble de ses activités                                                      | Éditeur étranger                     |
| 1974  | Henri Filippini                                        |                                                  | Leur volume-hommage à Alain Saint-Ogan                                           | Yellow-Kid honorifique               |
| 1974  | Maurizio Bovarini                                      |                                                  | Leur volume-hommage à Alain Saint-Ogan                                           | Yellow-Kid honorifique               |
| 1975  | Cenisio                                                |                                                  |                                                                                  | Éditeur italien                      |
| 1975  | Glénat                                                 |                                                  |                                                                                  | Éditeur étranger                     |
| 1975  | Istituto Nazionale per la Documentazione sull'Immagine |                                                  | Exposition « No al fascismo! »                                                   | Avis de mérite                       |
| 1976  | Daim Press                                             | Collection « Un uomo un'avventura »              | Éditeur italien                                                                  |                                      |
| 1976  | Amaika (es)                                            |                                                  | El Papus                                                                         | Éditeur étranger                     |
| 1976  | Alcidio da Quinta                                      |                                                  | Simplex                                                                          | Plaque UNICEF du film d'animation    |
| 1976  | André Leborgne                                         |                                                  | Ran Tan Plan                                                                     | Avis de mérite                       |
| 1978  | Ottaviano (it)                                         |                                                  | L'ensemble de ses activités                                                      | Éditeur italien                      |
| 1978  | Casterman                                              |                                                  | (À suivre)                                                                       | Éditeur étranger                     |
| 1980  | Editiemme                                              |                                                  |                                                                                  | Éditeur italien                      |
| 1980  | Epic                                                   |                                                  |                                                                                  | Éditeur étranger                     |
| 1982  | Primo Carnera (it)                                     |                                                  | Frigidaire (it)                                                                  | Éditeur italien                      |
| 1982  | Éditions Horay                                         |                                                  |                                                                                  | Éditeur français                     |
| 1982  | École algérienne de bande dessinée                     |                                                  |                                                                                  | Plaque UNICEF pour la bande dessinée |
| 1984  | L'Isole trovata                                        |                                                  |                                                                                  | Éditeur italien                      |
| 1984  | Strip Art                                              |                                                  |                                                                                  | Éditeur étranger                     |
| 1984  | Editoria Basca                                         |                                                  |                                                                                  | Plaque UNICEF pour la bande dessinée |
| 1984  | Editori del Grifo                                      |                                                  | Glamour international                                                            | Plaque spéciale                      |
| 1986  | Paoline (it)                                           |                                                  |                                                                                  | Éditeur italien                      |
| 1986  | Aedena                                                 |                                                  |                                                                                  | Éditeur étranger                     |
| 1986  | Ikusager (es)                                          |                                                  |                                                                                  | Plaque Hector Œesterheld             |
| 1990  | Sergio Bonelli Editore                                 |                                                  |                                                                                  | Éditeur italien                      |
| 1990  | El Víbora                                              |                                                  |                                                                                  | Éditeur étranger                     |
| 1990  | Henri Filippini                                        |                                                  |                                                                                  | Yellow-Kid à disposition du jury     |
| 1990  | Carlsen                                                |                                                  |                                                                                  | Plaque Hector Œsterheld              |
| 1992  | Franco Cosimo Panini (it)                              |                                                  |                                                                                  | Éditeur italien                      |
| 1992  | Tundra                                                 |                                                  |                                                                                  | Éditeur étranger                     |

## Prix d'animation

### Prix Référendum de la critique
Ce prix, remis par les journalistes accrédités présents sur le festival, récompense une œuvre d'animation réalisée par des Italiens. Non décerné en 1975, il s'est appelé « Prix de la critique » (premio della critica) en 1982, date de sa dernière remise.
| Année | Lauréat(s)                                          | Œuvre récompensée               |
| ----- | --------------------------------------------------- | ------------------------------- |
| 1973  | Emanuele Luzzati                                    | Pulcinella                      |
| 1973  | Giulio Gianini                                      | Pulcinella                      |
| 1974  | Bruno Bozzetto                                      | Self-service                    |
| 1976  | Bruno Bozzetto                                      | Allegro non troppo              |
| 1978  | Roberto Perini, Enzo Sferra e Alighiero Giuseppetti | Upupa (court-métrage)           |
| 1978  | Giulio Gianini                                      | Il flauto magico (long-métrage) |
| 1978  | Emanuele Luzzati                                    | Il flauto magico (long-métrage) |
| 1980  | Guido Manuli                                        | S.O.S.                          |
| 1982  | La Figura                                           | I Grandi Film in Due Minuti     |

### Prix Fantoche (1973-1982)
Ce prix, remis par les journalistes accrédités présents sur le festival, récompense un travail critique italien consacré à l'animation. Il n'a pas été décerné en 1980.
| Année | Lauréat               | Ouvrage récompensé                   | Maison d'édition |
| ----- | --------------------- | ------------------------------------ | ---------------- |
| 1973  | Piero Zanotto         | L'Italia di cartone et autres œuvres | Liviana          |
| 1974  | Attilio Giovannini    |                                      |                  |
| 1975  | Gianni Rondolino      | Storia del Cinema d'Animazione       | Einaudi          |
| 1976  | Sergio Michelli       | Cinema di animazione in Bulgaria     | Cappelli (it)    |
| 1978  | Giannalberto Bendazzi | Topolino e poi                       | Il Formichiere   |
| 1982  | Alfio Bastiancich     | L'Opera di Norman McLaren            | Giappichelli     |

### Grand Prix de la ville de Lucques
Ce prix remis par un jury dédié récompense à partir de 1984 un dessin animé italien récent. Il fait suite au prix de la critique.
- « Grand Prix » (gran premio) en 1984 ;
- « Grand prix de la ville de Lucques pour un auteur émergeant » (Gran premio Città di Lucca per un autore emergente) de 1986 à 1990 ;
- « Grand prix de la ville de Lucques » récompensant un film marquant en 1992.

| Année | Lauréat(s)           | Œuvre récompensée |
| ----- | -------------------- | ----------------- |
| 1984  | Fusako Yusaki (it)   | Ama gli animali   |
| 1986  | Vincenzo Gioanola    | Russian roulette  |
| 1990  | Gianluigi Toccafondo | La Coda           |
| 1992  | Gianluigi Toccafondo | La Pista          |
| 1992  | Simona Mulazzani     | La Pista          |

### Prix Fantoche (1984-92)
En 1984, le prix Fantoche est renouvelé en profondeur. Désormais remis par le même jury que le Grand Prix, il récompense alors des œuvres audiovisuelles ou cinématographiques et est divisé en plusieurs catégories.
| Année | Lauréat                                                      | Œuvre                                                             | Catégorie                                     |              |
| ----- | ------------------------------------------------------------ | ----------------------------------------------------------------- | --------------------------------------------- | ------------ |
| 1984  | Manfredo Manfredi (it)                                       | Orson Welles, genio del cinema                                    | Émission télévisée                            |              |
| 1984  | Bruno Bozzetto                                               | Sigmund                                                           | Spot de publicité                             |              |
| 1984  | École élémentaire Cairoli (Turin)                            | L'importante è partecipare                                        | Film didactique ou éducatif                   |              |
| 1984  | Fusako Yusaki (it)                                           | Ama gli animali                                                   | Film au sujet libre                           |              |
| 1986  | École élémentaire San Giacomo (Turin)                        | Sueno e colore                                                    | Film produit par une institution scolaire     |              |
| 1986  | Piero Mazzoni                                                | Firenze-Europa                                                    | Film publicitaire                             |              |
| 1986  | Filippo Fantoni                                              | Firenze-Europa                                                    | Film publicitaire                             |              |
| 1986  | Enzo D'Alò                                                   | Se fumi tu, fumano tutti                                          | Film didactique ou scientifique               |              |
| 1986  | Enrico Carlesi                                               | Se fumi tu, fumano tutti                                          | Film didactique ou scientifique               |              |
| 1986  | Fusako Yusaki (it)                                           | Rotondo, quadrato, triangolo                                      | Film à sujet                                  |              |
| 1990  | École élémentaire Bruno Caccia (Turin) et La Lanterna magica | Fumosofia                                                         | Film produit par une institution scolaire     |              |
| 1990  | Ernesto Paginoni                                             | San Pellegrino Aranciat                                           | Film publicitaire ou promotionnel             |              |
| 1990  | Antonella Abbatiello                                         | Magic Circus                                                      | Film didactique ou scientifique               |              |
| 1990  | Guido Manuli (it)                                            | + 1-1                                                             | Film à sujet                                  |              |
| 1990  | Laura Di Biagio                                              | Race Timed Out                                                    | Film sur support magnétique                   |              |
| 1992  | Étudiants de l'Istituto Europeo di Design (Milan)            | Attenda, prego                                                    | Film réalisé en milieu scolaire               |              |
| 1992  | Gianluigi Toccafondo                                         | Media Salles, Cinema d'Europa                                     | Film publicitaire, promotionnel ou de soutien |              |
| 1992  | non décerné                                                  | Film didactique ou scientifique                                   |                                               |              |
| 1992  | non décerné                                                  | Maurizio Forestieri, Ferro Piludu, Lucilla Salimei et Fabio Testa | Tiramolla e il cacciatore                     | Film à sujet |
| 1992  | Luca Prassa et Oscara Tornincasa                             | Creeps!!! The Authorized Version 1992                             | Film sur support magnétique                   |              |

## Autres prix

### Yellow-Kid «une vie consacrée au cartoon»
Nommé « Yellow Kid “una vita per il cartooning” » en italien, ce prix remis par l’organisation du festival récompense un acteur de la bande dessinée ou de l’animation pour l’ensemble de son œuvre.
| Année | Lauréat                 | Pays | Rôle                      |
| ----- | ----------------------- | ---- | ------------------------- |
| 1972  | Hergé                   |      | Auteur de bande dessinée  |
| 1973  | Walt Disney Productions |      | Studio de dessin animé    |
| 1974  | Lotario Vecchi (it)     |      | Auteur de bande dessinée  |
| 1975  | Adolfo Eisen            |      | Éditeur de bande dessinée |
| 1976  | José Luis Salinas       |      | Auteur de bande dessinée  |
| 1978  | Milton Caniff           |      | Auteur de bande dessinée  |
| 1980  | Arturo del Castillo     |      | Auteur de bande dessinée  |
| 1982  | Jesus Blasco            |      | Auteur de bande dessinée  |
| 1984  | Lee Falk                |      | Auteur de bande dessinée  |
| 1986  | Will Eisner             |      | Auteur de bande dessinée  |
| 1990  | Romano Scarpa           |      | Auteur de bande dessinée  |
| 1992  | Benito Jacovitti        |      | Auteur de bande dessinée  |

À partir de 1982, la direction du festival remet également un prix Caran-d'Ache spécial, « Une vie consacrée à l'illustration ».
| Année | Lauréat                  | Pays |
| ----- | ------------------------ | ---- |
| 1982  | Francesco Carnevali (it) |      |
| 1984  | Burne Hogarth            |      |
| 1986  | Jayme Cortez (pt)        |      |
| 1990  | Ziraldo                  |      |
| 1992  | Sergio Toppi             |      |

En 1990, la direction du festival a également remis le prix Max du cinéma dessinée au Deutsches Filmmuseum de Francfort-sur-le-Main. Deux ans plus tard, ce prix est remis à la Cineteca del Friuli (it).

### Prix du public
Ce prix n'a pas été remis en 1990.
| Année | Lauréat                            | Pays                    | Raison de la récompense                 | Prix                                             |
| ----- | ---------------------------------- | ----------------------- | --------------------------------------- | ------------------------------------------------ |
| 1974  | Rino Albertarelli                  |                         | Auteur de bande dessinée                | Yellow-Kid spécial, décerné par les festivaliers |
| 1978  | Scuola del Fumetto di Lucca        | École de bande dessinée | Yellow-Kid spécial, par vote du public  |                                                  |
| 1980  | Hector Oesterheld                  |                         | Yellow-Kid spécial, par vote du public  | Scénariste de bande dessinée mort                |
| 1982  | Wow Agenda Planning 1983           |                         | Publication                             | Yellow-Kid référendum                            |
| 1984  | Alarico Gattia (it)                | Illustrateur            |                                         | Yellow-Kid référendum                            |
| 1986  | Edizioni Glamour International     | Maison d'édition        |                                         | Yellow-Kid référendum                            |
| 1992  | Sciuscià (it) (Edizioni di Miceli) | Réédition               | Yellow-Kid Référendum des congressistes |                                                  |

### Prix Romano Calisi
Remis à partir de 1984, ce prix récompense un travail universitaire italien consacré à la bande dessinée. Il est remis par un jury spécifique.
| Année | Lauréat                 | Œuvre |
| ----- | ----------------------- | --- |
| 1984  | Arianna Pregagnoli      | Flash Gordon: la concettualizzazione del 'diverso' attraverso il fumetto americano (1930-1940) (1982-1983) |
| 1984  | Elena Furin             | I fumetti di Frigidaire (1983-1984)                                                                        |
| 1986  | Francesca Camera        | Alexandre Alexeieff e la cinègravure (1985-1986)                                                           |
| 1986  | Marco Cadioli           | Tecniche di computer animation (1985-1986)                                                                 |
| 1990  | Sonia Maria Bibe Luyten | Potere e diffusione dei fumetti giapponesi quale riflesso della società nipponica (1987-88)                |
| 1990  | Alessandra Buniva       | Fumetto: variazioni e varianti (1989-90)                                                                   |
| 1992  | Gianni Albanese         | L'uomo africano nei fumetti dell'Italia coloniale fascista                                                 |

## Prix remis à Rome de 1994 à 2005

### Auteurs
| Année | Auteurs |
| ----- | --- |
| 1994  | Giovan Battista Carpi (Italie), Greg (Belgique), Jim Lee (États-Unis), Claudio Nizzi (Italie), James O'Barr (États-Unis), Pino Rinaldi (Italie)                                                                                        |
| 1995  | Giancarlo Berardi (Italie), Jordi Bernet (Espagne), Claudio Castellini (Italie), Fred (France), Neil Gaiman (Grande-Bretagne), Rodolfo Torti (Italie), Jim Valentino (États-Unis)                                                      |
| 1996  | Mark Bagley (États-Unis), Luciano Bottaro (Italie), Alfredo Castelli (Italie), Carlo Chendi (Italie), Will Eisner (États-Unis), Alfonso Font (Espagne), Scott McCloud (États-Unis), Bill Watterson (États-Unis), Robin Wood (Paraguay) |
| 1997  | Scott Adams (États-Unis), John Dirks (États-Unis), Philippe Druillet (France), Michele Medda, Antonio Serra et Bepi Vigna (Italie), Giuseppe Palumbo (Italie), Alberto Salinas (Argentine)                                             |
| 1998  | Paul Gillon (France), Alejandro Jodorowsky (Chili), Cinzia Leone (Italie), Bob Lubbers (États-Unis), Nicola Mari (Italie), Jeff Smith (États-Unis)                                                                                     |
| 1999  | Luca Enoch (Italie), Gallieno Ferri (Italie), Jean Giraud (France), Carlos Gomez (Argentine), Miguel Ángel Martín (Espagne), Vanna Vinci (Italie)                                                                                      |
| 2000  | Carlo Ambrosini (Italie), David Finch (États-Unis), Miguelanxo Prado (Espagne), Silvia Ziche (Italie), Sergio Zaniboni (Italie) |
| 2001  | Massimiliano Frezzato (Italie), Corrado Mastantuono (Italie), Ferdinando Tacconi (Italie) |
| 2002  | Carlos Giménez (Espagne), Eduardo Risso (Argentine), Joann Sfar (France) |
| 2003  | Paolo Bacilieri (Italie), Pat Masioni (Congo), Sid Ali Melouah (Algerie) |
| 2005  | Lola Airaghi (Italie), Horacio Altuna (Argentine), Simone Bianchi (Italie), Gilles Chaillet (France) |

### Éditeurs, revues, experts
| 1994 | Astorina (Italie), Casterman (France)                                                   |
| 1995 | DC Comics (États-Unis), Eura Editoriale (Italie)                                        |
| 1996 | Bonelli (Italie), Dargaud (France)                                                      |
| 1997 | Oreste del Buono (Italie), RAW (États-Unis), Edizioni d'Arte Lo Scarabeo (Italie)       |
| 1998 | Lizard Edizioni (Italie), Dark Horse (États-Unis)                                       |
| 1999 | Hazard Edizioni (Italie), El Vibora (Espagne)                                           |
| 2000 | L’Association (France), Macchia Nera (Italie), Mare Nero (Italie), Lanciostory (Italie) |
| 2001 | Kappa Edizioni (Italie)                                                                 |
| 2002 | Coconino Press (Italie), El Jueves (Espagne)                                            |
| 2003 | Pascal Morelli (France), Éditions Omnibus (France)                                      |
| 2005 | Edicions de Ponent (Espagne)                                                            |